# Mount Pleasant, North Carolina
Mount Pleasant är en kommun (town) i Cabarrus County i North Carolina. Vid 2020 års folkräkning hade Mount Pleasant 1 671 invånare.